# The Son of Odin
The Son of Odin è il primo album del gruppo musicale britannico heavy metal Elixir, pubblicato nel 1986.

| Recensione | Giudizio |
| ---------- | -------- |
| AllMusic   | [ 1 ]    |

## Il disco
Il disco è stato prodotto e pubblicato in vinile direttamente dalla band indicando come etichetta Elixir Records. In seguito è stato ristampato più volte in CD con differenti edizioni: nel 2001 dalla greca Cult Metal Classics Records, nel 2004 in Svezia dalla TPL Records, nel 2006 dalla  Majestic Rock e nel 2011 dalla Cold Town Records. Quest'ultima è uscita per il venticinquesimo anniversario del disco e contiene cinque tracce bonus tratte da varie registrazioni di quel periodo. Nel 2013 è stato ristampato anche in doppio LP dalla High Roller Records.
Anche se la band viene spesso annoverata tra la NWOBHM, lo stile proposto in questo album, uscito quando ormai "l'ondata" aveva già avuto il suo corso, ha più similitudini con il power metal americano di quel periodo, riscontrabili maggiormente negli Omen e negli Helstar, pur mantenendo le caratteristiche presenti nelle prime pubblicazioni degli Iron Maiden.

## Tracce

### LP e CD (2001 e 2011)
1. The Star Of Beshaan – 5:30 (Denton, K.Dobbs, Gordon, Taylor)
2. Pandora's Box – 4:35 (Denton, Dobbs, Dobbs, Gordon, Taylor)
3. Hold High The Flame – 3:51 (Denton, Gordon, Taylor)
4. Children Of Tomorrow – 4:53 (musica: Denton)
5. Trial By Fire – 3:52 (musica: Denton)
6. Starflight – 3:55 (Denton, Gordon, Taylor)
7. Dead Man's Gold – 4:21 (Denton, Taylor)
8. Treachery (Ride Like The Wind) – 3:30 (Denton, Gordon, Taylor)
9. Son Of Odin – 5:55 (Denton, Gordon, Taylor)

Tracce bonus CD del 2001
1. Chariot Of The Gods – 2:28 (musica: Denton, Dobbs, Dobbs, Gordon) – (strumentale)
2. Winds of Time – 5:10
3. Treachery (live) – 4:39

Tracce bonus CD del 2011
1. Chariot Of The Gods – 2:28 – (strumentale)
2. Winds of Time – 5:10
3. The Star of Beshaan – 5:23
4. Pandora's Box – 4:36
5. Hold High the Flame – 4:04
6. Son of Odin – 5:52

Traccia 10 tratta dalla sessione di registrazione di The Son of Odin

Traccia 11 tratta da singolo del 1985 Treachery (Ride like the Wind)

Tracce 12-15 tratte dalla sessione "BBC Radio 1 Friday Rock"

### Versioni CD (2004 e 2006)
1. The Star Of Beshaan – 5:30
2. Pandora's Box – 4:35
3. Hold High The Flame – 3:51
4. Chariot Of The Gods – 2:28 – (strumentale)
5. Children Of Tomorrow – 4:00
6. Trial By Fire – 3:52
7. Starflight – 3:55
8. Dead Man's Gold – 4:21
9. Treachery (Ride Like The Wind) – 3:30
10. Son Of Odin – 5:55

## Formazione
- Paul Taylor - voce
- Phil Denton - chitarra
- Norman Gordon - chitarra
- Kevin Dobbs - basso
- Nigel Dobbs - batteria